# Coppa Intercontinentale 2019 (pallacanestro)
La Coppa intercontinentale di pallacanestro 2019 si è disputata a Rio de Janeiro in Brasile.

## Formula
La formula prevede una Final Four che include anche una sfida per il terzo posto.

## Squadre
Al torneo partecipano quattro squadre. L'NBA ha deciso di far partecipare il vincitore della NBA Development League, piuttosto che il proprio campione. Mentre i vincitore dell'Euroleague non sono stati ammessi a partecipare a competizioni organizzate dalla FIBA, a causa degli scontri tra le due organizzazioni.
| Squadra      | Qualificazione                                   |
| ------------ | ------------------------------------------------ |
| San Lorenzo  | Vincitore della FIBA Americas League 2018        |
| AEK Atene    | Vincitori della Champions League 2017-2018       |
| Austin Spurs | Vincitori della NBA Development League 2017-2018 |
| Flamengo     | squadra ospitante                                |

## Tabellone
|  | Semifinali   | Semifinali   | Semifinali |          |           | Finale             | Finale             | Finale             |  |
|  |              |              |            |          |           |                    |                    |                    |  |
|  | San Lorenzo  | San Lorenzo  | 64         |          |           |                    |                    |                    |  |
|  | San Lorenzo  | San Lorenzo  | 64         |          |           |                    |                    |                    |  |
|  | AEK Atene    | AEK Atene    | 86         |          |           |                    |                    |                    |  |
|  | AEK Atene    | AEK Atene    | 86         |          | AEK Atene | AEK Atene          | 86                 |                    |  |
|  |              |              |            |          | AEK Atene | AEK Atene          | 86                 |                    |  |
|  |              |              | Flamengo   | Flamengo | 70        |                    |                    |                    |  |
|  | Flamengo     | Flamengo     | Flamengo   | Flamengo | 70        | 90                 |                    |                    |  |
|  | Flamengo     | Flamengo     |            |          |           | 90                 |                    |                    |  |
|  | Austin Spurs | Austin Spurs | 58         |          |           | Finale terzo posto | Finale terzo posto | Finale terzo posto |  |
|  | Austin Spurs | Austin Spurs | 58         |          |           |                    |                    |                    |  |
|  |              |              |            |          |           |                    |                    |                    |  |
|  |              |              |            |          |           | San Lorenzo        | San Lorenzo        | 77                 |  |
|  |              |              |            |          |           | San Lorenzo        | San Lorenzo        | 77                 |  |
|  |              |              |            |          |           | Austin Spurs       | Austin Spurs       | 59                 |  |

## Semifinali
| Arbitri: | Roberto Vázquez Boris Krejic Omar Bermúdez Mariscal |

|                |            |                  |
| Tucker 17      | Punti      | 15 James, Šakota |
| Calfani 5      | Assist     | 5 Xanthopoulos   |
| Anthony 9      | Rimbalzi   | 8 James          |
| Gonzalo García | Allenatori | Luca Banchi      |

| Arbitri: | Michael Weiland Yohan Rosso Carsten Straube |

|                  |            |                           |
| Balbi 19         | Punti      | 10 Huestis                |
| Balbi 6          | Assist     | 3 McCamey, Green, Rundles |
| Nesbitt 10       | Rimbalzi   | 7 Bader, Brimah           |
| Gustavo de Conti | Allenatori | Blake Ahearn              |

## Finale 3º posto
| Arbitri: | Omar Bermúdez Mariscal Boris Krejic Carsten Straube |

|                |            |              |
| Tucker 20      | Punti      | 18 Green     |
| Aguirre 7      | Assist     | 4 Green      |
| Calfani 10     | Rimbalzi   | 10 Brimah    |
| Gonzalo García | Allenatori | Blake Ahearn |

## Finale
| Arbitri: | Roberto Vázquez Michael Weiland Yohan Rosso |

|             |            |                  |
| Theodore 22 | Punti      | 21 Varejão       |
| Theodore 5  | Assist     | 8 Balbi          |
| James 7     | Rimbalzi   | 11 Varejão       |
| Luca Banchi | Allenatori | Gustavo de Conti |

| Coppa Intercontinentale 2019 |
| ---------------------------- |
| AEK Atene 1º titolo          |

## Formazione vincitrice
|    | Naz.                                                   | Ruolo | Sportivo               | Anno | Alt. | Peso |  |
| -- | ------------------------------------------------------ | ----- | ---------------------- | ---- | ---- | ---- |  |
| 1  | Guyana (bandiera) · Stati Uniti (bandiera)             | A     | Delroy James           | 1987 | 203  | 105  |  |
| 4  | Grecia (bandiera)                                      | P     | Vasilīs Xanthopoulos   | 1984 | 188  | 93   |  |
| 5  | Serbia (bandiera) · Grecia (bandiera)                  | AG    | Dušan Šakota           | 1986 | 210  | 104  |  |
| 7  | Grecia (bandiera)                                      | AC    | Giōrgos Tsalmpourīs    | 1996 | 218  | 107  |  |
| 8  | Lituania (bandiera)                                    | A     | Jonas Mačiulis         | 1985 | 199  | 107  |  |
| 12 | Grecia (bandiera)                                      | G     | Giannoulīs Larentzakīs | 1993 | 196  | 91   |  |
| 21 | Grecia (bandiera)                                      | G     | Dīmītrīs Mōraitīs      | 1999 | 192  | 82   |  |
| 23 | Stati Uniti (bandiera)                                 | P     | Malcolm Griffin        | 1991 | 193  | 95   |  |
| 24 | Grecia (bandiera)                                      | C     | Vasilīs Kavvadas       | 1991 | 206  | 120  |  |
| 25 | Stati Uniti (bandiera) · Macedonia del Nord (bandiera) | P     | Jordan Theodore        | 1989 | 183  | 89   |  |
| 26 | Cuba (bandiera)                                        | AP    | Howard Sant-Roos       | 1991 | 201  | 85   |  |
| 27 | Grecia (bandiera)                                      | GA    | Nikos Rogkavopoulos    | 2001 | 203  | 91   |  |
| 31 | Grecia (bandiera)                                      | AP    | Charīs Giannopoulos    | 1989 | 200  | 95   |  |
| 32 | Stati Uniti (bandiera)                                 | AG    | Vince Hunter           | 1994 | 203  | 95   |  |
|    | Italia (bandiera)                                      | ALL   | Luca Banchi            |      |      |      |  |

## MVP
- /  Jordan Theodore